# Осина
Осѝна (с паралелна форма до 1912 година Усина) е село в Югозападна България. То се намира в община Сатовча, област Благоевград.

## Население

### Етнически състав
Преброяване на населението през 2011 г.
Численост и дял на етническите групи според преброяването на населението през 2011 г.:
|                     | Численост |
| Общо                | 468       |
| Българи             | 446       |
| Турци               | -         |
| Цигани              | -         |
| Други               | -         |
| Не се самоопределят | 5         |
| Неотговорили        | 14        |

## География
Село Осина се намира в планински район. То попада в историко-географската област Чеч. Край него минава Осинската река. Климатът е преходно-средиземноморски с известно планинско влияние. Характерни почви за селото са средно и силно ерозирали горски и леко песъкливо-глинести. Най-високата точка в землището на село Осина е местността „Горната Пресека“, която е с надморска височина около 1200 метра и се намира на северозападно от селото.

## История
Според преданията Осина води началото си от кочански овчари, които се събирали, за да правят мандри. Един овчар е можел да надои около 20 – 30 литра мляко на ден, за което не си струвало да се прави мандра. За това пастирите се комбинирали и биели масло, правели сирене и кашкавал. След чумната епидемия от 1502 година, някои от овчарите остават в колибите си, за да избегнат заразяване. В по-късен период там се заселват помаци-мърваци (мърваците населяват [[Сярско поле|Сярското поле).
В XIX век Осина е мюсюлманско село в Неврокопска каза на Османската империя. В „Етнография на вилаетите Адрианопол, Монастир и Салоника“, издадена в Константинопол в 1878 година и отразяваща статистиката на населението от 1873 година, Усина (Oussina) е посочено като село с 50 домакинства и 150 жители помаци. През 1899 година селото има население 282 жители според резултатите от преброяване населението на Османската империя. Съгласно статистиката на Васил Кънчов („Македония. Етнография и статистика“) към 1900 година Осина (Усина) е българо-мохамеданско селище. В него живеят 250 българи-мохамедани. Според Стефан Веркович към края на XIX век Осина има мюсюлманско мъжко население 173 души, което живее в 50 къщи. Според данните от преброяванията през годините 1926, 1934, 1946 и 1956, населението на Осина е било съответно 273, 281, 333 и 378 души.
В османските документи селото се среща под името Уси (на османски турски: ﺍو ســيــه).
Според Димитър Гаджанов в 1916 година в Кочан, Бръшлян и Жишево, Любча, Марулево, Усина и Црънча живеят 2416 помаци. През пролетта на 1972 година жителите на селото са преименувани като част от Възродителния процес, като за разлика от други места властите не срещат особена съпротива.
През годините населението нараства от естествен прираст, но от 1948 до 1962 година има изселвания за селата Дунавци, Крън, Хаджидимово и Шейново.

## Религии
Населението на Осина се състои от помаци и изповядва исляма. Жителите на селото често са наричани мърваци, което предполага, че някои осинци са се преселили в селото някъде от Сярско.

## Обществени институции
Кметство Осина е създадено през 1951 година същата година е открито читалище „Зора“ с библиотека, киносалон и фолклорна група съществувала до 1989 година. Много по-късно са разкрити детска градина и здравен пункт.
Началното училище „Васил Левски“ е създадено през 1926 година. Първият учител е Христо Аврамов Витков от Червен бряг. До 1950 година е начално училище „Св. Иван Рилски“, а през учебната 1950/1951 година е преобразувано в основно училище „Васил Левски“. През учебната 1956/1957 година отново е преобразувано в начално училище. Ръководители на училището през годините са били:
- Христо Витков (1926 – 1930)
- Христо Пличев (1931)
- Иван Пенчев (1933)
- Т. Стефанова (1934)
- Вътев (1938)
- Иван Пенчев (1939)
- Василев (1940)|
- Григор Ватев (1942)
- Д. Дринов (1950)
- Бойко Бойков (1956)
- Костадин Терзиев (1960)
- Стойне Райнов (1972)
- Михаил Паргов (1975)
- Добромир Адамов (1976

## Културни и природни забележителности
- на югозапад от Осина се намират руините на село Пониква.
- в местността „Юрте“ (северозападно от селото) са открити останки от селище, съществувало през каменно-медната епоха.
- в местността „Черквата“ (североизточно от селото) са открити останки на селище от средновековието.
- в местността „Юрушкото“ (на около 4 км северозападно от селото) е открито селище от средновековието.
- в местността „Църквата“ (на около 4 км западно) личат основи на църква.
- в подножието на местността „Кривата скала“ е минавал път, за което свидетелствува запазен римски мост над река Осинска.